# Tango-Traum
Tango-Traum ist ein Dokumentarfilm des DEFA-Studios für Dokumentarfilme von Helke Misselwitz aus dem Jahr 1985.

## Handlung
Eine Frau sitzt an ihrer Schreibmaschine und denkt nach, sie raucht und hört Musik, Tango natürlich. Ein Blick aus dem Fenster über das weite Meer mit Blick auf ein in der Ferne vorbeifahrendes Schiff erinnert sie daran, dass Argentinien weit weg ist. Und doch gehen ihre Gedanken auf eine Reise ans andere Ende der Welt, in jene weit zurückliegende Zeit der Jahrhundertwende, als der Tango entstand. Wie kam es also dazu? Die Regisseurin befragt Bücher und alte Filme und sogar einen Argentinier, dessen rätselhafte Antwort lautet: „Tango, das ist etwas zwischen Mann und Frau …ein Tango passiert oder er passiert nicht und auch wenn er nicht passiert, ist das ein Tango“.
Um zu ergründen, was ein Tango eigentlich ist, spielt die Frau immer wieder Tangomusik auf dem Plattenspieler. Sie sucht in ihrem Schrank ein Kleid, welches zu der Musik passt und denkt daran, wie es begann. Zu Beginn des 20. Jahrhunderts trafen sich die Arbeiter und die Soldaten in Buenos Aires am Abend mit den Prostituierten. Hier improvisierten sie einen Tanz, der der kubanischen Habanera ähnelte, dabei konkurrierte man um die Frauen mit kunstvollen Schrittschöpfungen, so dass es ein Spiel mit der sinnlichen Erregung wurde. Während die Frau sich ein Paar Nylonstrümpfe überstreift und Ohrringe angesteckt, schwenkt die Kamera von ihrem Spiegelbild, über ihre Beine, die sich in Tango-Tanzschritten bewegen, auf viele am Fußboden liegende Fotografien, und dann fällt der Blick auf ein Tablett mit einem Kerzenleuchter und einem umgestürzten Rotweinglas.
Ein erneuter Blick aus dem Fenster zeigt eine vorbeifahrende U-Bahn in der Nacht. Die Frau erkennt, dass sie nie das komplette Gefühl für den Tango bekommen wird, denn das kann nur in der Atmosphäre am Rio de la Plata entstehen. Sie entfernt alle Fotos vom Fußboden, denn für sie wird der Tango immer nur ein Traum bleiben.

## Produktion und Veröffentlichung
Tango-Traum wurde unter den Arbeitstitel Nacht des Tangos und Tangotraum von der KAG Kinobox auf ORWO-Color mit häufigen historischen Schwarzweißfilm-Sequenzen gedreht. Die Dramaturgie lag in den Händen von Ernst-Michael Brandt und Bernd Burkhardt.
Die erste nachweisbare Aufführung fand am 12. Dezember 1985 in der Dokumentarfilm-Reihe Angebote im Berliner Kino Babylon statt.
Der Film erschien 2022 zusammen mit anderen DEFA-Dokumentarfilmen von Helke Misselwitz in der Edition Winter adé und andere Klassiker von Helke Misselwitz bei Absolut Medien auf DVD.

## Auszeichnungen
- 1986: Bronzener Drache auf dem Filmfestival in Krakau für die Kameraführung